# Of Chameleons and Gods
Of Chameleons and Gods (en català, De camaleons i déus) és el títol de la primera col·lecció de poesia del poeta malauí Jack Mapanje, publicada el 1981 al Regne Unit, a la sèrie African Writers de Heinemann. Malgrat l'aclamació de la crítica, la col·lecció va ser retirada de la circulació a Malawi, perquè va ser vista com una crítica al govern de Hastings Kamuzu Banda.
Mapanje, en la seva introducció a l'obra, la descriu com el resultat del treball de "deu anys convulsos". El 'camaleó' del títol fa referència a l'estil literari personal que va haver d'adoptar per tal de poder criticar la política de l'època.
Of Chameleons and Gods es divideix en quatre seccions: "Of Chameleons and Gods", "Sketches from London", "Re-entering Chingwe's Hole" i "Assembling Another Voice". Les seccions són gairebé cronològiques: els poemes de "Sketches from London" van ser escrits entre 1972 i 1975; els de "Re-entering Chingwe's Hole", al retorn de Mapanje de Londres entre 1975 i 1978; i els de "Assembling Another Voice" probablement van ser els últims a ser escrits'.

## Crítica literària
Els trets literaris de la col·lecció s'han vist eclipsats per la seva censura. El poeta fa servir la forma del vers per oferir una perspectiva satírica sobre els líders polítics i els seus partidaris. Tanmateix, la seva crítica no es limita de cap manera a l'escenari polític: poemes com "Kabulo Curio-Shop" demostren una crítica a l'explotació de l'art i de l'artista en el turisme.
La col·lecció va fer ús d'imatges repetides en la seva sàtira del govern. Les imatges incloïen referències a "alba", al·ludint a la bandera del Partit del Congrés de Malawi, que porta una imatge de la sortida del sol, i l'ús de "Kwatcha!" per H. Kamuzu Banda. ("Alba!") a l'inici de les adreces. Aquestes imatges es van utilitzar no només en la poesia de Mapanje, sinó també en altres poesies de protesta per la situació.
Gran part de la poesia també demostra la influència de les formes orals de poesia, especialment en l'abast i la densitat d'imatges, que es desprèn del gust de Mapanje per la sofisticació del mode oral de la literatura contra la presumpció, predominant a principis dels anys setanta, de la seva primitivitat.

## Censura
Després del seu llançament inicial a Londres, Mapanje va conèixer que l'obra havia tingut una mala recepció per part de la Junta de Censura de Malawi, inclosa la compra de múltiples còpies del text només per utilitzar els llibres en les latrines públiques. Se li va suggerir a Mapanje que es podria publicar una edició malawiana de la col·lecció amb "el vuitanta per cent" dels poemes inclosos. Aquest suggeriment no va anar més enllà.
Després d'una mala acollida de la reedició de la col·lecció el 1984 per part dels funcionaris de Malawi, el Ministeri d'Educació i Cultura va prohibir el llibre a les escoles i universitats el juny de 1985, al·legant que era "inadequat". Mapanje creu que els membres de la Junta de Censura van veure bé l'obra, però que va ser la introducció de l'obra i la inclusió del poema "Fer màrtirs dels nostres pallassos" el que finalment va portar a prendre la decisió. Oficialment, l'obra no va ser "prohibida" sinó "retirada de la circulació".
Mapanje va ser empresonat sense càrrecs. Com a resposta al seu empresonament, Amnistia Internacional va denunciar que era un Pres de Consciència; les protestes van incloure una lectura de seleccions de Of Chameleons and Gods fora de l'Alt Comitè de Malawi a Londres per Harold Pinter.
En resposta a la censura del llibre, Mapanje va escriure el poema 'On Banning Of Chameleons and Gods (juny de 1985)', publicat per primera vegada a la seva col·lecció posterior The Chattering Wagtails of Mikuyu Prison.